# Nils Sundh
Nils Sundh, född 16 oktober 1898 i Hedvig Eleonora församling i Stockholm, död 25 oktober 1969 i Hässelby, var en svensk backhoppare under 1920-talet. Han representerade Djurgårdens IF i Stockholm.

## Karriär
Nils Sundh medverkade vid Olympiska vinterspelen 1924 i Chamonix i Frankrike. Han tävlade i backhoppning och slutade på tolfte plats i första olympiska backhoppstävlingen. (Sundh hoppade 41,5 meter i första omgången och 41,0 meter i andra omgången.) Tävlingen vanns av Jacob Tullin Thams från Norge.